# 新潟県立糸魚川白嶺高等学校
新潟県立糸魚川白嶺高等学校（にいがたけんりつ いといがわはくれいこうとうがっこう、英: Niigata Prefectural Itoigawa Hakurei High School）は、新潟県糸魚川市清崎にある県立高等学校。

## 概要
1998年（平成10年）に新潟県で4番目の総合学科設置校となった。単位制・2期制をとっている。

## 設置学科
- 総合学科

## 教育方針

### 校訓
真・善・美

### 教育理念
- 主体的な学習を重視し、個性の伸長をはかり、社会の変化を先取した自己の進路を切り拓ける人間、社会で心豊かに逞しく生き抜ける人間を育成する。
- もって、特色ある学校として、２１世紀のパイオニアとしての役割を果たせる学校創造をめざす。

### 教育目標
1. 「真・善・美」の校訓に則り、郷土を愛し、心身ともに健康で豊かな人間性を養い国際化に対応した意欲的な人材を育成する。
2. 生徒、保護者、地域の期待と信頼に応えるため、生徒の希望進路実現に取り組むとともに、進路の学習活動をとおして地域に貢献する学校を目指す。
3. 糸魚川白嶺高等学校の生徒としての誇りを持ち、高校生活を過ごせる学校づくりを目指す。

## 沿革
- 1961年（昭和36年）
  - 4月1日 - 新潟県立糸魚川高等学校より商業科が分離独立し、新潟県立糸魚川商工高等学校として創立（商業科・工業化学科を設置）[1]。
  - 5月20日 - 開校式挙行。（後に5月20日を創立記念日とする）
- 1962年（昭和37年）
  - 2月10日 - 校旗・校歌制定。
  - 4月1日 - 工業実習室5増築（天秤室、器具室、科務室、化学分析室、同準備室）。
  - 12月10日 - 工業実習室4増築（物理化学実習室、化学工業実習室２、設備管理実習室）。
- 1963年（昭和38年）
  - 1月7日 - 普通教室4、生徒便所、体育館、生徒昇降口増改新築。
  - 10月 - グランド造成完了、工業実習室3増築（工業試験実習室2、同準備室）。
- 1964年（昭和39年）
  - 4月1日 - 旧体育館改造、図書館、商業実践室、販売実習室、商業科務室新設。
  - 7月31日 - 体育館完成。
- 1967年（昭和42年）2月 - 商業特別教室（商業美術室、文書実務室）建築完了。
- 1968年（昭和43年）10月 - 商業特別教室（商業美術室、タイプラィティング室）建築完了。
- 1969年（昭和44年）8月25日 - プール完成。
- 1970年（昭和45年）3月31日 - 本館（1968年度分）改築完了。
- 1971年（昭和46年）
  - 3月31日 - 本館（1969年度分）改築完了。
  - 4月10日 - 第2棟普通教室を改造し、図書館、商業特別教室、家庭科実務室、理科実験室、その他特別教室設置。
  - 10月31日 - 造園（噴水池）完了。
  - 11月3日 - 校合改築記念式典及び校合落成記念式典・記念行事挙行。
- 1972年（昭和47年）8月11日 - 野球部が第54回全国高等学校野球選手権大会に北越代表として出場。
- 1973年（昭和48年）8月11日 - 野球部が第55回全国高等学校野球選手権大会に県代表として出場。
- 1974年（昭和49年）10月15日 - 前庭造園完了。
- 1976年（昭和51年）3月27日 - 野球部が第48回選抜高等学校野球大会に出場（ノーヒットノーランで敗れる）。
- 1979年（昭和54年）12月27日 - 格技場完成。
- 1981年（昭和56年）3月30日 - 第1期工事（特別教室）完成。
- 1982年（昭和57年）
  - 6月29日 - 第2期工事（特別教室）完成。
  - 10月23日 - 特別教室棟落成式記念式典挙行。
- 1984年（昭和59年）
  - 4月17日 - 小体育館完成。
  - 12月27日 - 築庭完成。
- 1985年（昭和60年）3月30日 - 第2グラウンド完成。
- 1988年（昭和63年）4月1日 - 創立記念日を5月20日に変更。
- 1990年（平成2年）4月1日 - 情報経理科を設置。
- 1991年（平成3年）10月31日 - 大体育館改修完了。
- 1993年（平成5年）4月 - 新制服に移行。
- 1994年（平成6年）
  - 4月 - 新教育課程に移行、いきいきスクール実施（1994年 - 1996年度まで）
  - 9月 - トレーニングルーム完成。
- 1996年（平成8年）4月1日 - 全学年新教育課程に移行。
- 1998年（平成10年）4月1日 - 総合学科への改組により、校名を新潟県立糸魚川白嶺高等学校と改称（商業科・工業化学科・情報経理科を募集停止）。
- 1999年（平成11年）
  - 7月 - 総合学科、校舎大規模改修工事。
  - 11月6日 - 商業科・工業化学科・情報経理科閉科記念式典挙行。
- 2000年（平成12年）
  - 4月1日 - 2学期制移行。
  - 4月 - チャレンジ21教育推進運動実施。
- 2003年（平成15年）4月1日 - 新教育課程に移行。
- 2010年（平成22年）10月 - 特別教室棟耐震改修工事完了。
- 2017年（平成29年）4月 - 白嶺HSJプラン実施。

## 部活動
- 運動部 - バスケットボール（男・女）、バレーボール（男・女）、陸上競技、野球、バドミントン、卓球、体操、柔道、ソフトテニス、空手道、サッカー
- 文化部 - 美術、軽音楽、調理、吹奏楽、ボランティア、写真、茶道、華道、商業
- 同好会 - チアリーディング

## 校歌
作詞：堀口大學、作曲：團伊玖磨

## アクセス
- JR・えちごトキめき鉄道糸魚川駅 徒歩約12分
- 北陸自動車道 糸魚川IC 車で約5分

## 著名な卒業生
- 永井大（俳優）
- 関本四十四（元プロ野球選手）
- 黒坂幸夫（元プロ野球選手）
- 綱島龍生（元プロ野球選手）